# Renvoi sur les personnes de race japonaise
Le Renvoi sur les personnes de race japonaise est une décision célèbre du Comité judiciaire du Conseil privé, qui a confirmé une décision de la Cour suprême du Canada déclarant valide une ordonnance gouvernementale visant à expulser des citoyens canadiens d'origine japonaise.

## Les faits
En janvier 1942, la paranoïa des Canadiens blancs de la côte ouest avait atteint son apogée. Le 24 février 1942, un décret adopté en vertu des Règlements sur la défense du Canada, pris en vertu de la Loi sur les mesures de guerre, a donné au gouvernement fédéral le pouvoir d'interner toutes les « personnes d'origine raciale japonaise ». Près de 21 000 personnes de descendance japonaise ont été placés dans ces camps.
En décembre 1945, le Cabinet fédéral a publié trois décrets:
Le décret # 7355 prévoyait l'expulsion de tous les ressortissants japonais qui n'étaient pas des ressortissants canadiens, ceux qui ont fait une demande de rapatriement  après la déclaration de guerre avec le Japon , ou ceux qui étaient toujours détenus en vertu des Règlements sur la défense du Canada le 1er septembre 1945, de même que les naturalisés britanniques d'origine japonaise qui ont demandé un tel déménagement et qui n'avaient pas révoqué une telle demande par écrit avant le 1er septembre 1945, ainsi que les sujets britanniques d'origine japonaise nés naturels qui ont demandé un tel déménagement (à condition que cette demande n'ait pas été révoquée par écrit avant une ordonnance d'expulsion), et enfin les épouses et enfants des personnes impliquées.
Le décret # 7356 prévoyait que les sujets britanniques naturalisés ainsi expulsés perdraient ce statut.
Le décret #7357 prévoyait la possibilité d'obtenir de l'information quant aux demandes de rapatriement.

## Décision de la Cour suprême du Canada
Après la guerre, ces décrets qui autorisaient l'expulsion ont été contestés au motif que la déportation forcée des Japonais était un crime contre l'humanité et qu'un citoyen ne pouvait pas être expulsé de son propre pays. Le Cabinet fédéral a posé la question de renvoi suivante à la Cour suprême du Canada:

« Les décrets en conseil 7355, 7356 et 7357 datés du 15 décembre 1945 sont-ils ultra vires du gouverneur en conseil, en tout ou en partie et, dans l'affirmative, dans quels détails et dans quelle mesure? »

L'affaire a été entendue par la Cour suprême  ; il s'agissait du premier cas entendu dans le bâtiment nouvellement construit de la Cour.
La Cour a rendu une décision unanime sur la validité des expulsions de ressortissants japonais et de sujets britanniques naturalisés
Dans une décision 5-2, la Cour a jugé que la validité des expulsions était valide à l'égard des sujets britanniques nés naturels. 
Dans une décision 4-3, les juges ont statué que la disposition relative à la déportation des épouses et des enfants était ultra vires. Le juge Ivan Rand, pour la majorité, précisant que la déportation concernant les épouses et les enfants qui ne relevaient pas des classes de japonais les ressortissants et les sujets britanniques naturalisés sous l'ordre était ultra vires
Dans une décision 5-2, les deux autres décrets ont été déclarés intra vires.
Trois juges (les juges Rand, Kellock et Estey) ont déclaré que les décrets en conseil ont continué à avoir effet après que la loi sur les mesures de guerre a cessé d'être en vigueur le 1er janvier 1946, en vertu de la loi de 1946 sur les pouvoirs de transition d'urgence nationale.

## Décision du Conseil privé
L'affaire a été portée en appel devant le Comité judiciaire du Conseil privé, qui a déclaré que les trois décrets étaient intra vires, pour les motifs exposés à la Cour suprême par le juge en chef Rinfret et les juges Kerwin et Taschereau.

## Les suites de l'affaire
En 1946, 3 965 personnes ont été rapatriées au Japon.
En 1947, en raison de diverses manifestations parmi les politiciens et les universitaires, le cabinet fédéral a révoqué la loi visant à rapatrier les Canadiens japonais restants au Japon. Ce n'est qu'en avril 1949 que toutes les restrictions imposées aux Canadiens d'origine japonaise ont été levées. Cependant, les anciens citoyens canadiens d'origine japonaise vivant maintenant au Japon se sont vu refuser un passeport. 
Le gouvernement canadien a également lancé une Commission royale (dirigée par le juge Henry Bird) en 1947 pour examiner la question de l'indemnisation des biens confisqués. En 1950, la Commission Bird accorde 1,3 million de dollars en réclamations à 1 434 Canadiens d'origine japonaise; cependant, il n'acceptait que les réclamations fondées sur la perte de biens, refusant d'indemniser les violations de droits civils, les dommages-intérêts dus à la perte de revenus, à la perturbation de l'éducation ou à d'autres problèmes. 
Le 22 septembre 1988, le premier ministre Brian Mulroney a présenté des excuses officielles et le gouvernement canadien a annoncé un programme d'indemnisation, un mois après que le président Ronald Reagan eut fait des gestes similaires aux États-Unis. Le forfait pour les Canadiens japonais internés comprenait 21 000 $ pour chaque interné survivant et le rétablissement de la citoyenneté canadienne pour ceux qui avaient été déportés au Japon.  L'accord accordait également 12 millions de dollars à l'ANJC pour promouvoir les droits de la personne et soutenir la communauté, et 24 millions de dollars pour la création de la Fondation canadienne des relations raciales pour faire pression pour l'élimination du racisme. Rien n'a été donné pour ceux qui avaient été internés et qui sont décédés avant que des indemnités ne soient versées.